# Урда (сирене)
Урда или вурда (на румънски: urdă, на украински: вурда, на унгарски: orda) е сирене, характерно за Източните Карпати, Украйна, населени от етническата група гуцули. Така също се произвежда в Румъния и Унгария.

## Наименование
Наименованието да не се бърка с диалектната българска дума урда, характерна за западните говори и означаваща извара.

## Технология
Урдата е лактоалбуминово сирене и се произвежда главно от овче мляко. Получава се след нагряване на суроватъчни протеини (цвик), т.е. течната част след производството на сирене или извара, и добавяне на овче мляко (1 – 2 л на 10 л цвик). Получената смес се загрява. След като се появи бяла пяна, с помощта на дървена лъжица се почиства дъното на тенджерата, за да не прегори. По-нататъшното загряване позволява на повърхността да се появи „шапка“ от сирене. Температурата трябва да е близко до точката на кипене, за да се получи по-голямо количество от продукта. Допуска се и кипене. Полученото сирене се отцежда в кърпа.
Технологията за производство на урдата е подобна на тази, с която в Италия се произвежда сиренето рикота, но рикотата е от краве мляко и в цвика не се добавя допълнително мляко.
В България по подобна технология се произвежда суроватъчна извара, но тя е по-близко до рикотата, отколкото до урдата. В цвика почти никога не се добавя мляко.